# Taiwanomyia alticola
Taiwanomyia alticola är en tvåvingeart som först beskrevs av Edwards 1926.  Taiwanomyia alticola ingår i släktet Taiwanomyia och familjen småharkrankar. Inga underarter finns listade i Catalogue of Life.